# Распределение электроэнергии
Распределение электрической энергии — конечная ступень передачи электроэнергии от генератора к потребителю. 
Первичные распределительные подстанции, подсоединённые к линиям электропередачи, преобразуют высоковольтное напряжение до среднего уровня (от 2 до 35 кВ) и передают его на вторичные подстанции для дальнейшего понижения до уровня, требуемого потребителю (в России — 380 В трёхфазного тока).
Распределительные сети делятся на два типа: замкнутые и незамкнутые. Замкнутые сети имеют преимущество перед незамкнутыми, поскольку позволяют осуществлять передачу электроэнергии при выходе из строя единичного распределительного устройства, однако требуют более сложных систем защиты. Использование замкнутых систем оправдано при большой стоимости перерывов электроснабжения.
Распределение электроэнергии является завершающим этапом в поставке электроэнергии; оно переносит электроэнергию от системы передачи к отдельным потребителям. Распределительные подстанции подключаются к системе передачи и понижают напряжение передачи до среднего напряжения в диапазоне от 2 кв до 35 кВ с использованием трансформаторов.[1] первичные распределительные линии передают эту мощность среднего напряжения к распределительным трансформаторам, расположенным вблизи помещений заказчика. Распределительные трансформаторы снова понижают напряжение до напряжения утилизации, используемого освещением, промышленным оборудованием и бытовой техникой. Часто несколько потребителей питаются от одного трансформатора по вторичным распределительным линиям. Коммерческие и жилые потребители подключаются к вторичным распределительным линиям через сервисные капли. Клиенты, требующие гораздо большего количества энергии, могут быть подключены непосредственно к первичному распределительному уровню или уровню субпередачи.
Генеральный план электрических сетей. Напряжения и нагрузки типичны для европейской сети.
Переход от передачи к распределению происходит на электрической подстанции, которая выполняет следующие функции:
Автоматические выключатели и выключатели позволяют отключать подстанцию от передающей сети или отключать распределительные линии.
Трансформаторы понижают передаточные напряжения 35 кВ и более до первичных распределительных напряжений. Это цепи среднего напряжения, обычно 600-35000 В.[1]
От трансформатора питание поступает на шину, которая может разделить распределительную мощность в нескольких направлениях. Шина распределяет энергию по распределительным линиям, которые разветвляются на потребителей.
Городское распределение происходит в основном под землей, иногда в общих инженерных каналах. Сельское распределение в основном происходит над землей с помощью инженерных столбов,а Пригородное распределение представляет собой смесь.[1] ближе к потребителю распределительный трансформатор понижает первичную распределительную мощность до низковольтной вторичной цепи, обычно 120/240 В В США для бытовых потребителей. Мощность поступает к потребителю через сервисный капельник и счетчик электроэнергии. Конечная схема в городской системе может быть менее 15 метров (50 футов), но может быть более 91 метра (300 футов) для сельского клиента.